# Pontiac GTO (2003)

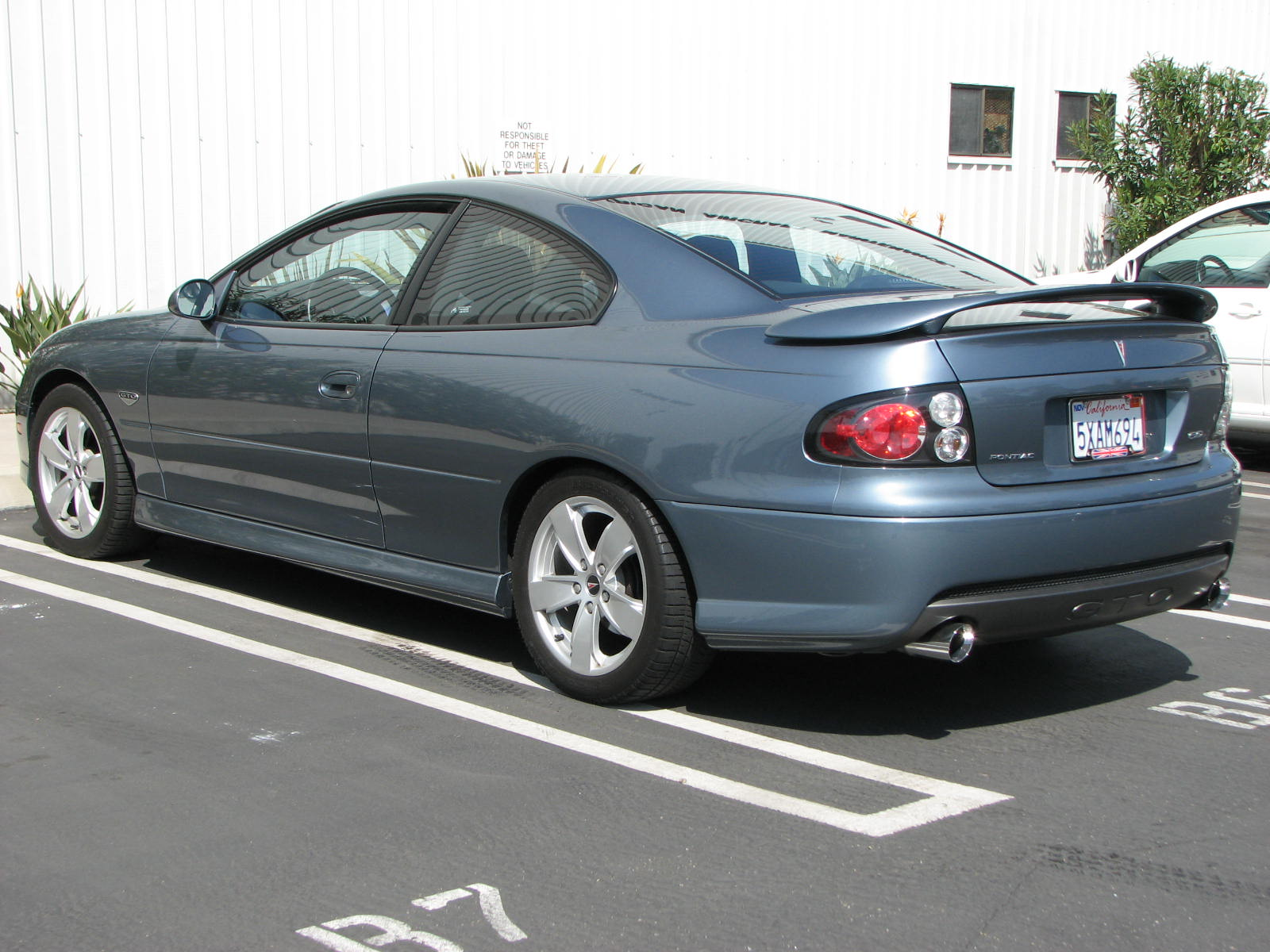
Heckansicht

Beim Pontiac GTO handelt es sich um ein viersitziges, in Australien für den US-Markt von Herbst 2003 bis Sommer 2006 produziertes Coupé, das auf der Plattform des Holden Monaro aufbaut.
Für das Modelljahr 2004 belebte Pontiac die Traditionsbezeichnung GTO neu und begann mit dem Import des modifizierten Holden Monaro in die Vereinigten Staaten. Nach nur knapp drei Jahren wurde der GTO, der sich nur schlecht verkaufte, im Sommer 2006 wieder vom Markt genommen.

## Geschichte
Ende 2003 erschien in den USA der neue Pontiac GTO, der erste seit fast 30 Jahren. Dass das Coupé aus Australien stammte, sorgte in gewissen Fankreisen für Unmut, die sich ein eigenständiges, einheimisches Modell als moderne Reinkarnation des klassischen Muscle-Car gewünscht hätten.
Hinter dem GTO stand der General-Motors-Manager Robert A. Lutz, der bei einem Besuch in Australien einen Monaro gezeigt bekommen hatte. Daraufhin beschloss er, das Coupé auch in den USA zu verkaufen, allerdings nicht ohne dem geplanten GTO einige technische Änderungen mit auf den Weg zu geben. So sitzt beim GTO der Tank, anders als beim Monaro, in besser geschützter Lage vor der Hinterachse.

## Modelljahre

### 2004
Im ersten Modelljahr wurde der GTO von einem 5,7 Liter großen V8 aus der Chevrolet Corvette angetrieben; für die Kraftübertragung sorgte wahlweise ein Sechsganggetriebe oder eine Viergangautomatik.
Bereits im ersten Modelljahr blieb der Absatz in den USA mit 12.000 Exemplaren weit hinter den geplanten 30.000 Stück zurück. Das glattflächige Styling wurde häufig kritisiert, ebenso die unzureichende Verarbeitungsqualität, so auch in einem Testbericht der einflussreichen Fachzeitschrift Car & Driver. Hinzu kam die australische Herkunft, die nicht recht zu einem authentischen US-Muscle Car passte.
Nur im Modelljahr 2004 gab es den GTO mit Pulse Red-Paket mit roter Lackierung und roten Einlagen an den Sitzbezügen. Vom Pulse Red entstanden 800 Exemplare.
Außer in den USA wurde der Holden Monaro als Chevrolet Lumina Coupé im Nahen Osten und in Großbritannien als Vauxhall Monaro verkauft.

### 2005
Für das Modelljahr 2005 erfuhr der GTO etliche Veränderungen und Verbesserungen.
Im Einzelnen:

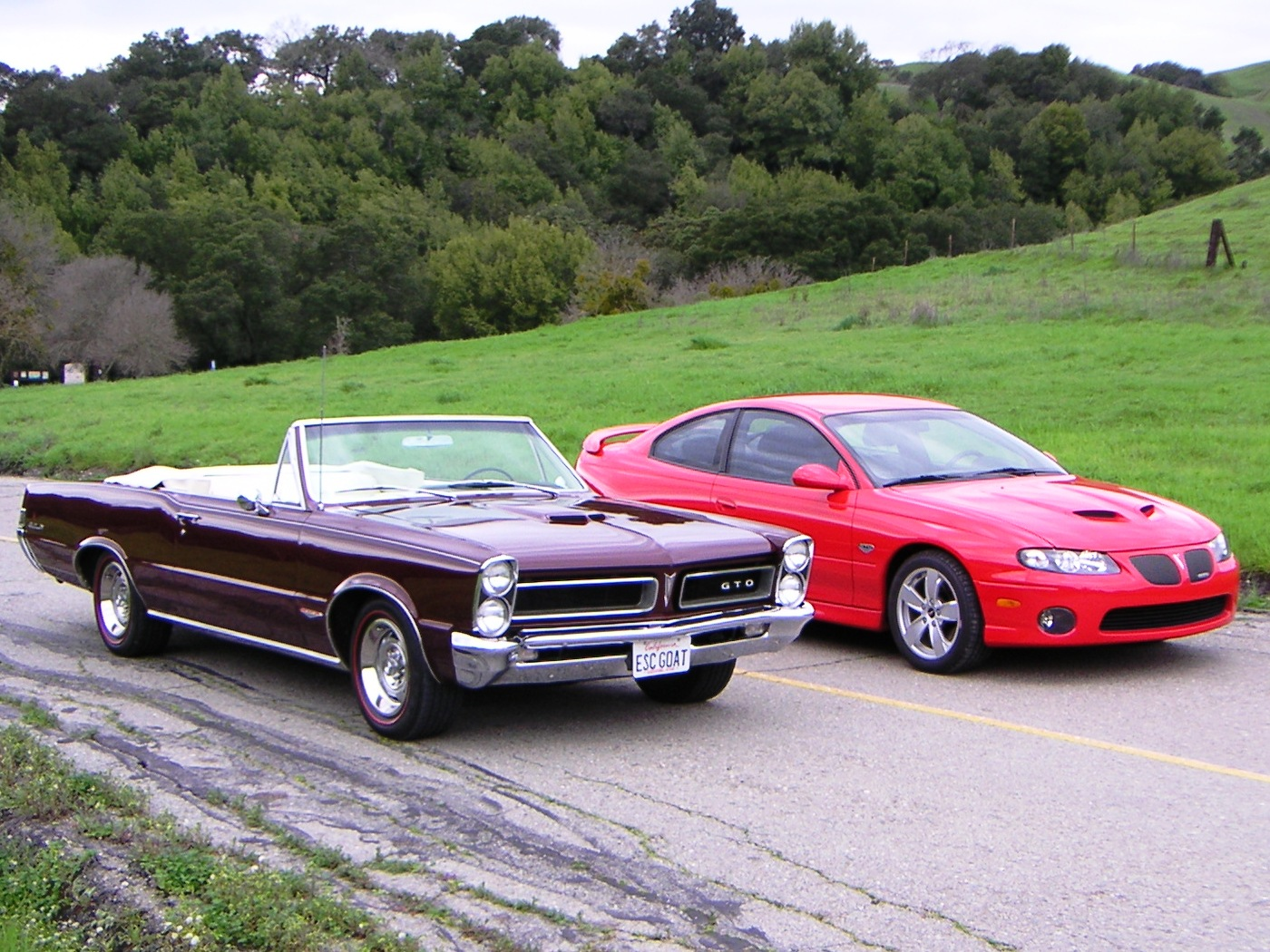
40 Jahre GTO (links ein GTO von 1965)

- Neuer Sechsliter-V8 (Typ LS2) mit 299 kW (406 PS) und 538 Nm Drehmoment
- Größere Bremsen mit rotlackierten Sätteln und GTO-Schriftzug
- Lufthutzen auf der Motorhaube
- Doppelauspuff und geänderte Heckschürze
- 18-Zoll-Alufelgen (gegen Aufpreis)
- Fußstütze für den Kupplungsfuß
- Instrumente mit neuer Grafik
- Erweitertes Angebot an Extras
- Zwei neue Lackfarben („Cyclone Gray“-Metallic und „Midnight Blue“-Metallic)
- Lackfarben „Barbados Blue“-Metallic und „Cosmos Purple“-Metallic entfallen
- Innenfarbe „Dark Purple“ entfällt.

### 2006
Für das letzte Modelljahr gab es einige kleinere Änderungen.
- Zentralverriegelungsschalter auf der Mittelkonsole
- Dunkel getönte Heckleuchten
- Radio-Bedienknöpfe im Lenkrad mit Beleuchtung
- Bei Lackierung in Brazen Orange Skalen der Instrumente in Orange, Ziernähte an Sitzen, Schaltknauf, Lenkrad und Armlehnen in Orange gehalten
- Zwei neue Lackfarben („Brazen Orange“ und „Spice Red“)
- Entfall von zwei Lackfarben („Yellow“ und „Midnight Blue“-Metallic)

Der letzte Pontiac GTO lief in Australien am 14. Juni 2006 vom Band. Das lag allerdings nicht an den schwachen Absatzzahlen, sondern vielmehr daran, dass das Werk von vornherein mit einem Produktionszeitraum von nur drei Baujahren geplant hatte.

## Technische Daten
| Pontiac GTO                | 5.7                                                                              | 6.0                                                                              |
| -------------------------- | -------------------------------------------------------------------------------- | -------------------------------------------------------------------------------- |
| Motor:                     | 8-Zylinder-V-Motor (Viertakt), Gabelwinkel 60°, vorne längs                      | 8-Zylinder-V-Motor (Viertakt), Gabelwinkel 60°, vorne längs                      |
| Bezeichnung:               | LS1                                                                              | LS2                                                                              |
| Hubraum:                   | 5665 cm³                                                                         | 5970 cm³                                                                         |
| Bohrung × Hub:             | 99 × 92 mm                                                                       | 101,6 × 92 mm                                                                    |
| Leistung bei 1/min:        | 260 kW (354 PS) bei 5600                                                         | 298 kW (405 PS) bei 5200                                                         |
| Max. Drehmoment bei 1/min: | 500 Nm bei 4000                                                                  | 542 Nm bei 4000                                                                  |
| Verdichtung:               | 10,1:1                                                                           | 10,9:1                                                                           |
| Gemischaufbereitung:       | Elektronische Einspritzung                                                       | Elektronische Einspritzung                                                       |
| Ventilsteuerung:           | Zentrale Nockenwelle, Antrieb über Kette                                         | Zentrale Nockenwelle, Antrieb über Kette                                         |
| Kühlung:                   | Wasserkühlung                                                                    | Wasserkühlung                                                                    |
| Getriebe:                  | 6-Gang-Getriebe a.W. Viergangautomatik GM Hinterradantrieb                       | 6-Gang-Getriebe a.W. Viergangautomatik GM Hinterradantrieb                       |
| Radaufhängung vorn:        | Untere Querlenker mit Zugstreben, Federbeine, Schraubenfedern                    | Untere Querlenker mit Zugstreben, Federbeine, Schraubenfedern                    |
| Radaufhängung hinten:      | Einzelradaufhängung (IRS) mit Schräglernkern, Schraubenfedern                    | Einzelradaufhängung (IRS) mit Schräglernkern, Schraubenfedern                    |
| Bremsen:                   | Innenbelüftete Scheibenbremsen rundum (Durchmesser v/h 29,7/28,7 cm), Servo, ABS | Innenbelüftete Scheibenbremsen rundum (Durchmesser v/h 29,7/28,7 cm), Servo, ABS |
| Lenkung:                   | Zahnstangenlenkung, Servo                                                        | Zahnstangenlenkung, Servo                                                        |
| Karosserie:                | Stahlblech, selbsttragend                                                        | Stahlblech, selbsttragend                                                        |
| Spurweite vorn/hinten:     | 1600/1620 mm                                                                     | 1600/1620 mm                                                                     |
| Radstand:                  | 2790 mm                                                                          | 2790 mm                                                                          |
| Abmessungen:               | 4820 × 1840 × 1400 mm                                                            | 4820 × 1840 × 1400 mm                                                            |
| Leergewicht:               | 1690 kg                                                                          | 1690 kg                                                                          |
| Höchstgeschwindigkeit:     | 240+ km/h                                                                        | 255 km/h                                                                         |
| 0–100 km/h:                | ca. 5 s                                                                          | 4,6–4,7 s (0–60 mph, Werk)                                                       |
| Verbrauch (L/100 km):      | 13–13,5 S                                                                        | 13,8–14,7 S EPA-Stadtzyklus                                                      |